# Ruder-Europameisterschaften 2018 – Vierer ohne Steuerfrau

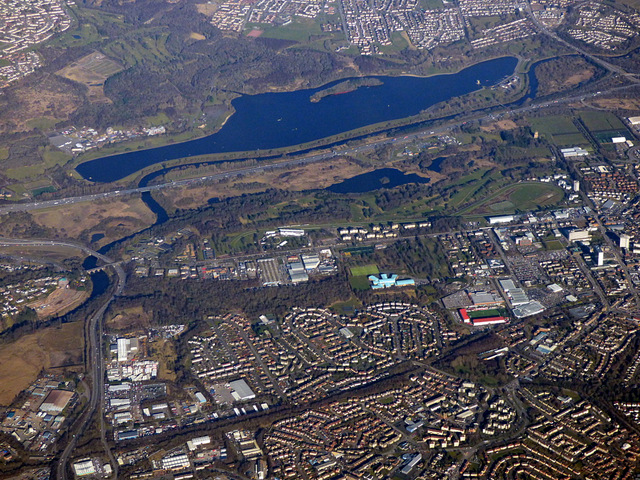
Luftbild der Regattastrecke Strathclyde Loch

Im Rahmen der Ruder-Europameisterschaften 2018 wurde zwischen dem 2. und 4. August 2018 der Wettbewerb im Vierer ohne Steuerfrau auf der Regattastrecke Strathclyde Loch ausgetragen. Es nahmen insgesamt neun Nationen mit jeweils einem Boot teil, und es wurden zwei Vorläufe, ein Hoffnungslauf sowie ein A- und ein B-Finale ausgetragen. Während die deutschen Starterinnen im A-Finale den sechsten und damit letzten Platz belegten, siegte die russische Mannschaft vor Rumänien und Polen.

## Mannschaften
| Nation         | Ruderinnen                                                                            |
| -------------- | ------------------------------------------------------------------------------------- |
| Dänemark       | Silja Davidsen Nikoline Laidlaw Luise Lund Hansen Tanja Ehlers                        |
| Deutschland    | Sophie Oksche Frauke Hacker Ida Kruse Alexandra Höffgen                               |
| Griechenland   | Dimitra-Sofia Tsamopoulou Ioanna Bitzilaiou Margarita Georgoudi Anneta Kyridou        |
| Großbritannien | Sara Parfett Caragh McMurtry Emily Ashford Josephine Wratten                          |
| Italien        | Veronica Calabrese Ilaria Broggini Aisha Rocek Giorgia Pelacchi                       |
| Niederlande    | Hermijntje Drenth Willeke Vossen Marleen Verburgh Kirsten Wielaard                    |
| Polen          | Monika Chabel Maria Wierzbowska Olga Michałkiewicz Joanna Dittmann                    |
| Rumänien       | Roxana-Georgiana Parascanu Mădălina Hegheş Mădălina-Gabriela Cașu Iuliana Buhuş       |
| Russland       | Jekaterina Sewostjanowa Anastassija Tichanowa Jekaterina Potapowa Jelena Orjabinskaja |

## Wettbewerb

### Vorläufe
Die beiden Vorläufe wurden am 2. August 2018 ausgetragen. Die ersten beiden Boote der Vorläufe qualifizierten sich direkt für das Finale, während die anderen über den Hoffnungslauf die Möglichkeit hatten, sich für das Finale zu qualifizieren.

#### Vorlauf 1
| Platz | Nation         | Zeit in min | Zeit in min | Zeit in min | Zeit in min | Qualifikation |
| Platz | Nation         | 0500 m      | 1000 m      | 1500 m      | 2000 m      | Qualifikation |
| ----- | -------------- | ----------- | ----------- | ----------- | ----------- | ------------- |
| 1     | Russland       | 1:37,91     | 3:20,47     | 5:04,17     | 6:46,30     | Finale        |
| 2     | Polen          | 1:38,81     | 3:22,68     | 5:06,74     | 6:47,13     | Finale        |
| 3     | Großbritannien | 1:37,97     | 3:22,21     | 5:06,02     | 6:47,14     | Hoffnungslauf |
| 4     | Niederlande    | 1:39,31     | 3:21,76     | 5:07,82     | 6:53,89     | Hoffnungslauf |
| 5     | Griechenland   | 1:40,06     | 3:25,47     | 5:15,23     | 7:09,61     | Hoffnungslauf |

#### Vorlauf 2
| Platz | Nation      | Zeit in min | Zeit in min | Zeit in min | Zeit in min | Qualifikation |
| Platz | Nation      | 0500 m      | 1000 m      | 1500 m      | 2000 m      | Qualifikation |
| ----- | ----------- | ----------- | ----------- | ----------- | ----------- | ------------- |
| 1     | Rumänien    | 1:37,32     | 3:21,30     | 5:07,56     | 6:50,63     | Finale        |
| 2     | Deutschland | 1:39,97     | 3:23,04     | 5:08,98     | 6:51,52     | Finale        |
| 3     | Italien     | 1:39,82     | 3:24,94     | 5:10,45     | 6:53,95     | Hoffnungslauf |
| 4     | Dänemark    | 1:39,86     | 3:24,24     | 5:10,02     | 6:54,87     | Hoffnungslauf |

### Hoffnungslauf
Vom Hoffnungslauf, der am 3. August 2018 durchgeführt wurde, qualifizierten sich die beiden besten Mannschaften für das A-Finale. Währenddessen mussten die anderen Mannschaften im B-Finale starten.
| Platz | Nation         | Zeit in min | Zeit in min | Zeit in min | Zeit in min | Qualifikation |
| Platz | Nation         | 0500 m      | 1000 m      | 1500 m      | 2000 m      | Qualifikation |
| ----- | -------------- | ----------- | ----------- | ----------- | ----------- | ------------- |
| 1     | Großbritannien | 1:37,13     | 3:20,46     | 5:03,72     | 6:46,43     | Finale        |
| 2     | Niederlande    | 1:37,92     | 3:21,44     | 5:05,00     | 6:47,68     | Finale        |
| 3     | Dänemark       | 1:39,62     | 3:23,73     | 5:07,43     | 6:50,13     | B-Finale      |
| 4     | Italien        | 1:40,05     | 3:25,77     | 5:08,93     | 6:51,47     | B-Finale      |
| 5     | Griechenland   | 1:40,25     | 3:26,29     | 5:10,12     | 6:52,09     | B-Finale      |

### Finalläufe
Die beiden Finalläufe wurden am 4. August durchgeführt.

#### A-Finale
| Platz | Nation         | Zeit (min) | Zeit (min) | Zeit (min) | Zeit (min) |
| Platz | Nation         | 0500 m     | 1000 m     | 1500 m     | 2000 m     |
| ----- | -------------- | ---------- | ---------- | ---------- | ---------- |
| 1     | Russland       | 1:37,81    | 3:20,38    | 5:02,33    | 6:39,97    |
| 2     | Rumänien       | 1:37,01    | 3:19,11    | 5:01,84    | 6:41,87    |
| 3     | Polen          | 1:38,29    | 3:20,49    | 5:03,29    | 6:42,58    |
| 4     | Großbritannien | 1:37,41    | 3:20,72    | 5:05,07    | 6:45,48    |
| 5     | Niederlande    | 1:37,98    | 3:19,82    | 5:03,81    | 6:46,32    |
| 6     | Deutschland    | 1:39,63    | 3:21,88    | 5:06,04    | 6:47,68    |

#### B-Finale
| Platz | Nation       | Zeit (min) | Zeit (min) | Zeit (min) | Zeit (min) |
| Platz | Nation       | 0500 m     | 1000 m     | 1500 m     | 2000 m     |
| ----- | ------------ | ---------- | ---------- | ---------- | ---------- |
| 1     | Dänemark     | 1:41,29    | 3:26,30    | 5:11,16    | 6:54,56    |
| 2     | Italien      | 1:42,23    | 3:28,43    | 5:12,62    | 6:55,44    |
| 3     | Griechenland | 1:42,29    | 3:27,86    | 5:13,41    | 6:57,16    |